# Italo Cammarota
Italo Cammarota (Benevento, 1909 – Roma, 1980) è stato un compositore e arrangiatore italiano.

## Biografia
Nacque in una famiglia di musicisti: il padre, Ermanno, era un contrabbassista, i suoi fratelli, Ivano ed Ermanno (come il padre) erano noti chitarristi, ed anche gli altri fratelli lavoravano nel mondo musicale.

Iniziò a studiare il violino, ma presto si accostò ad altri strumenti, come il pianoforte, la fisarmonica il sax e persino l'ocarina (o arghilofono), che molti anni dopo gli consentì di suonare in alcune colonne sonore di film western.

Ancora studente, infatti, iniziò a lavorare come compositore di musiche per i film muti dell'epoca.

Dopo aver conseguito il diploma in violino e pianoforte al conservatorio di Napoli, si sposò con Lavinia Iasiello, pianista, con cui spesso lavorava.
 
Formò intanto una sua orchestra, con cui iniziava ad esibirsi in molti varietà dell'epoca, pur continuando a lavorare nel cinema; dopo la guerra l'orchestra prese il nome di Hula Hula, ed ottenne molti successi nelle esibizioni dal vivo, in cui propose classici dell'epoca come Munastero e Santa Chiara o Anema e core accanto a musiche originali di Cammarota.

Scrisse molte canzoni: ricordiamo Nu mun 'e bbene Lavinia Sartulella (con testo di Alfonso Chiarazzo), Trieste mia (scritta nel 1954 in occasione della risoluzione della questione di Trieste, con testo del poeta Lorenzo Celecato. ma soprattutto O guappo che, scritta per il macchiettista Gino Affinito, venne incisa da Nino Taranto che la trasformò nel più grande successo come compositore del maestro beneventano.

Nel 1959, dopo aver vinto un concorso, si trasferì a Roma come primo violino nell'orchestra della Rai, partecipando a moltissime trasmissioni dell'epoca e suonando con grandi direttori d'orchestra come Bruno Canfora e Franco Pisano.

Negli anni sessanta conobbe pure Ennio Morricone, con cui collaborò per varie colonne sonore western, soprattutto suonando l'ocarina.

E fu sempre con questo strumento che partecipò anche a varie registrazioni di dischi: in Non al denaro non all'amore né al cielo di Fabrizio De André, ad esempio, si può sentire la sua ocarina nell'introduzione e negli intermezzi della canzone Il giudice.

Continuò l'attività per tutti gli anni settanta, divenendo arrangiatore per la casa discografica Yep e lavorando alle incisioni degli artisti di questa casa discografica, come i Santo California.

## Dischi di altri artisti in cui ha suonato Italo Cammarota
Tranne dove indicato, i dischi sono da intendersi come 33 giri o CD
| Anno | Interprete        | Titolo Album o singolo                  |
| ---- | ----------------- | --------------------------------------- |
| 1964 | Ennio Morricone   | Per un pugno di dollari                 |
| 1966 | Ennio Morricone   | Il buono, il brutto, il cattivo         |
| 1971 | Fabrizio De André | Non al denaro non all'amore né al cielo |